# 15:e världsjamboreen (inställd)
Den 15:e världsjamboreen som skulle ha arrangerats i Neyshabur i Iran 1979 ställdes in i slutet av 1978 på grund av politiska oroligheter i landet. Istället anordnades internationella läger i Kanada, Sverige, Schweiz och USA.